# Simulium sirimonense
Simulium sirimonense är en tvåvingeart som beskrevs av Alex Fain och Félix Dujardin 1983. Simulium sirimonense ingår i släktet Simulium och familjen knott.
Artens utbredningsområde är Kenya. Inga underarter finns listade i Catalogue of Life.